# PlusLiga de 2020–21
O Campeonato Polonês de Voleibol Masculino de 2020–21, oficialmente PlusLiga 2020–21 por motivos de patrocínio, foi a 85.ª edição do Campeonato Polonês de Voleibol Masculino e 21.ª temporada como liga profissional. O torneio foi administrado pela Liga Polonesa de Voleibol.
O Jastrzębski Węgiel conquistou seu segundo título da competição ao derrotar o ZAKSA Kędzierzyn-Koźle na série "melhor de 3". O MKS Będzin foi rebaixado para disputar a I Liga na temporada 2021–22.

## Regulamento
Período regular
disputado em dois turnos, onde todos os clubes se enfrentaram, com jogos em casa e fora. Os oito primeiros classificados obtiveram acesso aos playoffs, enquanto os clubes da 9ª a 14ª colocação disputaram partidas de composição da tabela.
Playoffs
fase composta em quartas de final, semifinal e final através do sistema de "melhor de três jogos".

## Equipes participantes
| Equipe                     | Cidade           | Temporada 2019–20 |
| -------------------------- | ---------------- | ----------------- |
| PGE Skra Bełchatów         | Bełchatów        | 3º                |
| ZAKSA Kędzierzyn-Koźle     | Kędzierzyn-Koźle | 1º                |
| Trefl Gdańsk               | Gdańsk           | 5º                |
| Indykpol AZS Olsztyn       | Olsztyn          | 8º                |
| Jastrzębski Węgiel         | Jastrzębie-Zdrój | 4º                |
| Asseco Resovia Rzeszów     | Rzeszów          | 13º               |
| Cuprum Lubin               | Lubin            | 12º               |
| Projekt Warszawa           | Varsóvia         | 2º                |
| Aluron CMC Warta Zawiercie | Zawiercie        | 10º               |
| Cerrad Czarni Radom        | Radom            | 7º                |
| GKS Katowice               | Katowice         | 6º                |
| MKS Ślepsk Malow Suwałki   | Suwałki          | 9º                |
| Stal Nysa                  | Nysa             | 1º na I Liga      |
| MKS Będzin                 | Będzin           | 11º               |

## Fase classificatória
- Vitória por 3 sets a 0 ou 3 a 1: 3 pontos para o vencedor;
- Vitória por 3 sets a 2: 2 pontos para o vencedor e 1 ponto para o perdedor;
- Não comparecimento, a equipe perde 2 pontos;
- Em caso de igualdade por pontos, os seguintes critérios servem como desempate: número de vitórias, média de sets e média de pontos.

|  | Equipes classificadas para as oitavas de final            |
|  | Equipes classificadas para a disputa do 5.º ao 12.º lugar |
|  | Equipe rebaixada para a I Liga de 2021–22                 |

|     |                            |     | Jogos | Jogos | Jogos | Resultados | Resultados | Resultados | Resultados | Resultados | Resultados | Sets | Sets | Sets  | Pontos | Pontos | Pontos |
| Pos | Equipe                     | Pts | T     | V     | D     | 3–0        | 3–1        | 3–2        | 2–3        | 1–3        | 0–3        | V    | P    | R     | V      | P      | R      |
| --- | -------------------------- | --- | ----- | ----- | ----- | ---------- | ---------- | ---------- | ---------- | ---------- | ---------- | ---- | ---- | ----- | ------ | ------ | ------ |
| 1   | ZAKSA Kędzierzyn-Koźle     | 70  | 26    | 23    | 3     | 12         | 10         | 1          | 2          | 0          | 1          | 73   | 21   | 3.476 | 2260   | 1928   | 1.172  |
| 2   | Jastrzębski Węgiel         | 56  | 26    | 20    | 6     | 10         | 5          | 5          | 1          | 5          | 0          | 67   | 33   | 2.030 | 2344   | 2135   | 1.098  |
| 3   | Trefl Gdańsk               | 50  | 26    | 17    | 9     | 7          | 7          | 3          | 2          | 3          | 4          | 58   | 40   | 1.450 | 2271   | 2145   | 1.059  |
| 4   | PGE Skra Bełchatów         | 48  | 26    | 15    | 11    | 9          | 6          | 0          | 3          | 4          | 4          | 55   | 39   | 1.410 | 2200   | 2116   | 1.040  |
| 5   | Asseco Resovia Rzeszów     | 46  | 26    | 17    | 9     | 6          | 5          | 6          | 1          | 4          | 4          | 57   | 44   | 1.295 | 2303   | 2208   | 1.043  |
| 6   | Projekt Warszawa           | 45  | 26    | 16    | 10    | 4          | 6          | 6          | 3          | 4          | 3          | 58   | 48   | 1.208 | 2368   | 2283   | 1.037  |
| 7   | Aluron CMC Warta Zawiercie | 43  | 26    | 15    | 11    | 8          | 4          | 3          | 1          | 5          | 5          | 52   | 43   | 1.209 | 2176   | 2125   | 1.024  |
| 8   | MKS Ślepsk Malow Suwałki   | 36  | 26    | 12    | 14    | 5          | 6          | 1          | 1          | 7          | 6          | 45   | 50   | 0.900 | 2208   | 2225   | 0.992  |
| 9   | Indykpol AZS Olsztyn       | 34  | 26    | 11    | 15    | 4          | 6          | 1          | 2          | 5          | 8          | 42   | 53   | 0.792 | 2154   | 2177   | 0.989  |
| 10  | GKS Katowice               | 33  | 26    | 11    | 15    | 3          | 4          | 4          | 4          | 5          | 6          | 46   | 57   | 0.807 | 2218   | 2338   | 0.949  |
| 11  | Cuprum Lubin               | 30  | 26    | 10    | 16    | 4          | 3          | 3          | 3          | 8          | 5          | 44   | 57   | 0.772 | 2216   | 2322   | 0.954  |
| 12  | Cerrad Czarni Radom        | 24  | 26    | 8     | 18    | 2          | 3          | 3          | 3          | 5          | 10         | 35   | 63   | 0.556 | 2092   | 2292   | 0.913  |
| 13  | Stal Nysa                  | 24  | 26    | 5     | 21    | 2          | 3          | 0          | 9          | 06         | 6          | 39   | 66   | 0.591 | 2224   | 2393   | 0.929  |
| 14  | MKS Będzin                 | 7   | 26    | 2     | 24    | 0          | 1          | 1          | 2          | 8          | 14         | 18   | 75   | 0.240 | 1904   | 2251   | 0.846  |

Fonte: PlusLiga

## Resultados

### Chaveamento
|  | Quartas de final | Quartas de final           | Quartas de final   | Quartas de final   | Quartas de final |              |                        | Semifinais | Semifinais     | Semifinais     | Semifinais     | Semifinais     |                |   | Final | Final                  | Final | Final | Final |  |  |
|  |                  |                            |                    |                    |                  |              |                        |            |                |                |                |                |                |   |       |                        |       |       |       |  |  |
|  | 1º               | ZAKSA Kędzierzyn-Koźle     | 3                  | 3                  |                  |              |                        |            |                |                |                |                |                |   |       |                        |       |       |       |  |  |
|  | 8º               | MKS Ślepsk Malow Suwałki   | 1                  | 1                  |                  |              |                        |            |                |                |                |                |                |   |       |                        |       |       |       |  |  |
|  | 8º               | MKS Ślepsk Malow Suwałki   | 1                  | 1                  |                  | 1º           | ZAKSA Kędzierzyn-Koźle | 3          | 1              | 3              |                |                |                |   |       |                        |       |       |       |  |  |
|  |                  |                            |                    |                    |                  | 1º           | ZAKSA Kędzierzyn-Koźle | 3          | 1              | 3              |                |                |                |   |       |                        |       |       |       |  |  |
|  |                  | 4º                         | PGE Skra Bełchatów | 0                  | 3                | 0            |                        |            |                |                |                |                |                |   |       |                        |       |       |       |  |  |
|  | 4º               | 4º                         | PGE Skra Bełchatów | 0                  | 3                | 0            | PGE Skra Bełchatów     | 3          | 3              |                |                |                |                |   |       |                        |       |       |       |  |  |
|  | 4º               |                            |                    |                    |                  |              | PGE Skra Bełchatów     | 3          | 3              |                |                |                |                |   |       |                        |       |       |       |  |  |
|  | 5º               | Asseco Resovia Rzeszów     | 1                  | 0                  |                  |              |                        |            |                |                |                |                |                |   |       |                        |       |       |       |  |  |
|  |                  |                            |                    |                    |                  |              |                        |            |                |                |                |                |                |   | 1º    | ZAKSA Kędzierzyn-Koźle | 1     | 1     |       |  |  |
|  |                  |                            | 2º                 | Jastrzębski Węgiel | 3                | 3            |                        |            |                |                |                |                |                |   |       |                        |       |       |       |  |  |
|  | 2º               | Jastrzębski Węgiel         | 3                  | 3                  |                  |              |                        |            |                |                |                |                |                |   |       |                        |       |       |       |  |  |
|  | 7º               | Aluron CMC Warta Zawiercie | 0                  | 1                  |                  |              |                        |            |                |                |                |                |                |   |       |                        |       |       |       |  |  |
|  | 7º               | Aluron CMC Warta Zawiercie | 0                  | 1                  |                  | 2º           | Jastrzębski Węgiel     | 3          | 3              |                |                |                |                |   |       |                        |       |       |       |  |  |
|  |                  |                            |                    |                    |                  | 2º           | Jastrzębski Węgiel     | 3          | 3              |                |                |                |                |   |       |                        |       |       |       |  |  |
|  |                  | 6º                         | Projekt Warszawa   | 2                  | 1                |              |                        |            | Terceiro lugar | Terceiro lugar | Terceiro lugar | Terceiro lugar | Terceiro lugar |   |       |                        |       |       |       |  |  |
|  | 3º               | 6º                         | Projekt Warszawa   | 2                  | 1                | Trefl Gdańsk | 3                      | 2          | Terceiro lugar | Terceiro lugar | Terceiro lugar | Terceiro lugar | Terceiro lugar | 0 |       |                        |       |       |       |  |  |
|  | 3º               |                            |                    |                    |                  | Trefl Gdańsk | 3                      | 2          |                |                |                |                |                | 0 |       |                        |       |       |       |  |  |
|  | 6º               | Projekt Warszawa           | 1                  | 3                  | 3                |              |                        |            |                |                |                |                |                |   | 4º    | PGE Skra Bełchatów     | 2     | 3     | 0     |  |  |
|  |                  |                            |                    |                    |                  |              |                        |            |                |                |                |                |                |   | 6º    | Projekt Warszawa       | 3     | 1     | 3     |  |  |

#### Quartas de finais

##### Quartas de finais A
| Data   | Hora  |                        | Placar |                        | Set 1 | Set 2 | Set 3 | Set 4 | Set 5 | Total | Relatório |
| ------ | ----- | ---------------------- | ------ | ---------------------- | ----- | ----- | ----- | ----- | ----- | ----- | --------- |
| 21 mar | 14:45 | ZAKSA Kędzierzyn-Koźle | 3–1    | Ślepsk Malow Suwałki   | 17–25 | 25–16 | 25–16 | 25–21 |       | 92–78 | Relatório |
| 28 mar | 14:45 | Ślepsk Malow Suwałki   | 1–3    | ZAKSA Kędzierzyn-Koźle | 25–20 | 20–25 | 21–25 | 21–25 |       | 87–95 | Relatório |

##### Quartas de finais B
| Data   | Hora  |                            | Placar |                            | Set 1 | Set 2 | Set 3 | Set 4 | Set 5 | Total | Relatório |
| ------ | ----- | -------------------------- | ------ | -------------------------- | ----- | ----- | ----- | ----- | ----- | ----- | --------- |
| 21 mar | 20:30 | Jastrzębski Węgiel         | 3–0    | Aluron CMC Warta Zawiercie | 25–23 | 25–21 | 25–18 |       |       | 75–62 | Relatório |
| 27 mar | 14:45 | Aluron CMC Warta Zawiercie | 1–3    | Jastrzębski Węgiel         | 26–24 | 18–25 | 23–25 | 22–25 |       | 89–99 | Relatório |

##### Quartas de finais C
| Data   | Hora  |                  | Placar |                  | Set 1 | Set 2 | Set 3 | Set 4 | Set 5 | Total   | Relatório |
| ------ | ----- | ---------------- | ------ | ---------------- | ----- | ----- | ----- | ----- | ----- | ------- | --------- |
| 20 mar | 14:45 | Trefl Gdańsk     | 3–1    | Projekt Warszawa | 25–18 | 25–20 | 21–25 | 25–22 |       | 96–85   | Relatório |
| 27 mar | 17:30 | Projekt Warszawa | 3–2    | Trefl Gdańsk     | 25–22 | 25–23 | 21–25 | 21–25 | 15–13 | 107–108 | Relatório |
| 31 mar | 18:00 | Trefl Gdańsk     | 0–3    | Projekt Warszawa | 21–25 | 19–25 | 18–25 |       |       | 58–75   | Relatório |

##### Quartas de finais D
| Data   | Hora  |                        | Placar |                        | Set 1 | Set 2 | Set 3 | Set 4 | Set 5 | Total | Relatório |
| ------ | ----- | ---------------------- | ------ | ---------------------- | ----- | ----- | ----- | ----- | ----- | ----- | --------- |
| 20 mar | 20:30 | PGE Skra Bełchatów     | 3–1    | Asseco Resovia Rzeszów | 25–23 | 11–25 | 25–20 | 25–19 |       | 86–87 | Relatório |
| 27 mar | 20:30 | Asseco Resovia Rzeszów | 0–3    | PGE Skra Bełchatów     | 20–25 | 21–25 | 22–25 |       |       | 63–75 | Relatório |

### Semifinais

#### Semifinal A
| Data   | Hora  |                        | Placar |                        | Set 1 | Set 2 | Set 3 | Set 4 | Set 5 | Total  | Relatório |
| ------ | ----- | ---------------------- | ------ | ---------------------- | ----- | ----- | ----- | ----- | ----- | ------ | --------- |
| 3 abr  | 14:45 | ZAKSA Kędzierzyn-Koźle | 3–0    | PGE Skra Bełchatów     | 25–23 | 25–17 | 25–20 |       |       | 75–60  | Relatório |
| 7 abr  | 20:30 | PGE Skra Bełchatów     | 3–1    | ZAKSA Kędzierzyn-Koźle | 31–29 | 17–25 | 27–25 | 25–20 |       | 100–99 | Relatório |
| 11 abr | 14:45 | ZAKSA Kędzierzyn-Koźle | 3–0    | PGE Skra Bełchatów     | 25–23 | 25–19 | 25–21 |       |       | 75–63  | Relatório |

#### Semifinal B
| Data  | Hora  |                    | Placar |                    | Set 1 | Set 2 | Set 3 | Set 4 | Set 5 | Total   | Relatório |
| ----- | ----- | ------------------ | ------ | ------------------ | ----- | ----- | ----- | ----- | ----- | ------- | --------- |
| 3 abr | 17:30 | Jastrzębski Węgiel | 3–2    | Projekt Warszawa   | 25–20 | 23–25 | 25–23 | 22–25 | 15–12 | 110–105 | Relatório |
| 7 abr | 17:30 | Projekt Warszawa   | 1–3    | Jastrzębski Węgiel | 29–27 | 27–29 | 20–25 | 24–26 |       | 100–107 | Relatório |

### Final
| Data   | Hora  |                        | Placar |                        | Set 1 | Set 2 | Set 3 | Set 4 | Set 5 | Total | Relatório |
| ------ | ----- | ---------------------- | ------ | ---------------------- | ----- | ----- | ----- | ----- | ----- | ----- | --------- |
| 14 abr | 20:30 | ZAKSA Kędzierzyn-Koźle | 1–3    | Jastrzębski Węgiel     | 25–16 | 23–25 | 19–25 | 21–25 |       | 88–91 | Relatório |
| 18 abr | 17:30 | Jastrzębski Węgiel     | 3–1    | ZAKSA Kędzierzyn-Koźle | 22–25 | 25–19 | 27–25 | 25–23 |       | 99–92 | Relatório |

### Disputa do terceiro ao décimo segundo lugar

#### Décimo primeiro lugar
| Data   | Hora  |                     | Placar |                     | Set 1 | Set 2 | Set 3 | Set 4 | Set 5 | Total | Relatório |
| ------ | ----- | ------------------- | ------ | ------------------- | ----- | ----- | ----- | ----- | ----- | ----- | --------- |
| 19 mar | 20:30 | Cerrad Czarni Radom | 3–0    | Cuprum Lubin        | 25–21 | 25–22 | 25–13 |       |       | 75–56 | Relatório |
| 28 mar | 20:30 | Cuprum Lubin        | 3–0    | Cerrad Czarni Radom | 25–19 | 25–17 | 25–21 |       |       | 75–57 | Relatório |

#### Nono lugar
| Data   | Hora  |                      | Placar |                      | Set 1 | Set 2 | Set 3 | Set 4 | Set 5 | Total   | Relatório |
| ------ | ----- | -------------------- | ------ | -------------------- | ----- | ----- | ----- | ----- | ----- | ------- | --------- |
| 22 mar | 20:30 | GKS Katowice         | 3–1    | Indykpol AZS Olsztyn | 25–20 | 27–25 | 21–25 | 25–22 |       | 98–92   | Relatório |
| 26 mar | 17:30 | Indykpol AZS Olsztyn | 2–3    | GKS Katowice         | 26–28 | 25–18 | 25–14 | 25–27 | 16–18 | 117–105 | Relatório |

#### Sétimo lugar
| Data  | Hora  |                            | Placar |                            | Set 1 | Set 2 | Set 3 | Set 4 | Set 5 | Total  | Relatório |
| ----- | ----- | -------------------------- | ------ | -------------------------- | ----- | ----- | ----- | ----- | ----- | ------ | --------- |
| 2 abr | 20:30 | Ślepsk Malow Suwałki       | 3–1    | Aluron CMC Warta Zawiercie | 26–28 | 25–18 | 25–21 | 25–19 |       | 101–86 | Relatório |
| 8 abr | 20:30 | Aluron CMC Warta Zawiercie | 3–1    | Ślepsk Malow Suwałki       | 22–25 | 25–19 | 25–22 | 25–23 |       | 97–89  | Relatório |

#### Quinto lugar
| Data  | Hora  |                        | Placar |                        | Set 1 | Set 2 | Set 3 | Set 4 | Set 5 | Total | Relatório |
| ----- | ----- | ---------------------- | ------ | ---------------------- | ----- | ----- | ----- | ----- | ----- | ----- | --------- |
| 3 abr | 20:30 | Asseco Resovia Rzeszów | 3–1    | Trefl Gdańsk           | 25–23 | 22–25 | 25–22 | 25–19 |       | 97–89 | Relatório |
| 8 abr | 17:30 | Trefl Gdańsk           | 0–3    | Asseco Resovia Rzeszów | 30–32 | 18–25 | 26–28 |       |       | 74–85 | Relatório |

#### Terceiro lugar
| Data   | Hora  |                    | Placar |                    | Set 1 | Set 2 | Set 3 | Set 4 | Set 5 | Total  | Relatório |
| ------ | ----- | ------------------ | ------ | ------------------ | ----- | ----- | ----- | ----- | ----- | ------ | --------- |
| 14 abr | 17:30 | PGE Skra Bełchatów | 2–3    | Projekt Warszawa   | 25–15 | 20–25 | 25–11 | 19–25 | 19–21 | 108–97 | Relatório |
| 18 abr | 14:45 | Projekt Warszawa   | 1–3    | PGE Skra Bełchatów | 25–13 | 21–25 | 22–25 | 23–25 |       | 91–88  | Relatório |
| 21 abr | 17:30 | PGE Skra Bełchatów | 0–3    | Projekt Warszawa   | 20–25 | 20–25 | 22–25 |       |       | 62–75  | Relatório |

## Classificação final
| Posição           | Equipe                     | Classificação                |
| ----------------- | -------------------------- | ---------------------------- |
| Medalha de ouro   | Jastrzębski Węgiel         | Liga dos Campeões de 2021–22 |
| Medalha de prata  | ZAKSA Kędzierzyn-Koźle     | Liga dos Campeões de 2021–22 |
| Medalha de bronze | Projekt Warszawa           | Liga dos Campeões de 2021–22 |
| 4                 | PGE Skra Bełchatów         | Taça CEV de 2021–22          |
| 5                 | Asseco Resovia Rzeszów     | PlusLiga de 2021–22          |
| 6                 | Trefl Gdańsk               | PlusLiga de 2021–22          |
| 7                 | MKS Ślepsk Malow Suwałki   | PlusLiga de 2021–22          |
| 8                 | Aluron CMC Warta Zawiercie | PlusLiga de 2021–22          |
| 9                 | GKS Katowice               | PlusLiga de 2021–22          |
| 10                | Indykpol AZS Olsztyn       | PlusLiga de 2021–22          |
| 11                | Cuprum Lubin               | PlusLiga de 2021–22          |
| 12                | Cerrad Czarni Radom        | PlusLiga de 2021–22          |
| 13                | Stal Nysa                  | PlusLiga de 2021–22          |
| 14                | MKS Będzin                 | I Liga de 2021–22            |

## Premiação
| PlusLiga de 2020–21                     |
| --------------------------------------- |
| Jastrzębski Węgiel Campeão (2.º título) |